# Le Ying
Le Ying (樂滢T, 乐滢S, Lè YīńP; maggio 1977) è un'ex nuotatrice cinese.

## Carriera
Specializzata nello stile libero e quindi anche nelle staffette, ha conquistato due medaglie d'oro ai campionati mondiali.

## Palmarès
- Mondiali:

Roma 1994: oro nella 4x100m e nella 4x200m stile libero
- Giochi asiatici

Hiroshima 1994: oro nei 200m stile libero.